# Liten broklöpare
Liten broklöpare (Badister sodalis) är en skalbaggsart som först beskrevs av Caspar Erasmus Duftschmid 1812.  Liten broklöpare ingår i släktet Badister, och familjen jordlöpare. Enligt den finländska rödlistan är arten sårbar i Finland. Arten är reproducerande i Sverige. Artens livsmiljö är friska och lundartade moar.